# Вернер фон Брайтгаузен
Вернер фон Брайтгаузен (*Werner von Breithausen, д/н —після 1264) — 7-й магістр Лівонського ордену в 1262—1264 роках.

## Біографія
Походження та батьківщина достеменно невідомі. Ймовірно Вернер фон Брайтгаузен замолоду прибув до Лівонії. 1241 року призначено ландмаршалом Лівонського ордену. У 1248 році виконував обов'язки фогта замку Каркус.
В середині 1262 року магістр Георг фон Айхштетт через поранення відмовився від своєї посади на користь Вернера фон Брайтхаузена. Того ж року Дмитро Олександрович, князь Новгородський захопив Дерпт, який сплюндрував. Вернер фон Брайтхаузен не став переслідувати новгородців, оскільки вбачав першочерговим підкорення куршів. Тому відправив військо під орудою Бруно, комтура Голдінгену, в похід на Курляндію, де вдалося захопити укріплення Гробиня, Меркес і Лазен, які було зруйновано. У цю війну втрутився жмудський князь Тройнат, що захопив округ Цекліс.
1263 року магістр Ордену відправив нове військо проти куршів. Цим скористався Тройнат (став на той час великим князем Литовським), що сплюндрував орденські землі і захопив місто Пернау. На зворотньому шляху Вернер фон Брайтгаузен завдав литовцям тяжкої поразки.
1264 року можливо на лицарському турнірі зазнав поранення. Після цього склав з себе повноваження ландмейстера й переїхав до Німеччини. Подальша доля невідома. Новим очільником Ордену став Конрад фон Мандерн.